# Синтетический природный газ
Синтетический природный газ (англ. Synthetic Natural Gas — SNG) — газ, полученный в результате смешения воздуха с каким-либо газом либо смесью газов, имеющий теплотворную способность, равную теплотворной способности метана.
Основным в понятии «синтетический природный газ» является постоянство теплового потока, получаемого при сжигании газа, характеризуемое так называемым  числом Воббе.
К примеру, природный газ — метан имеет следующие показатели:
- Относительная плотность — 0,56
- Теплота сгорания — 40,98 МДж/м³
- Число Воббе — 54,76 МДж/м³

Соответственно, совместимые смеси SNG будут иметь различные пропорции углеводородных газов и воздуха, в том числе:
- Пропан — 68 %, воздух — 32 %

(теплота сгорания смеси — 63,89 МДж/м³, относительная плотность — 1,361,
число Воббе — 54,76 МДж/м³)
- Бутан — 56 %, воздух — 44 %

(теплота сгорания смеси — 68,40 МДж/м³, относительная плотность — 1,560,
число Воббе — 54,76 МДж/м³)
- СУГ (соотношение пропана и бутана 30/70) — 59 %, воздух — 41 %

(теплота сгорания смеси — 67,29 МДж/м³, относительная плотность — 1,510,
число Воббе — 54,76 МДж/м³)
Синтетический природный газ получают в специальных  смесительных системах  SNG.
Основное использование SNG в мировой практике — замена природному газу, дающая возможность быстрого перевода систем газоснабжения с одного источника топлива на другой. В случае одномоментного переключения с одного энергоносителя на другой, ни потребители, ни газоиспользующие устройства «не замечают» смены потребляемого топлива.

## Внешние ссылки
- WLPGA World LP Gas Association
- NPGA National Propane Gas Association, USA
- PERC Explaining propane and LP Gas fundamentals
- Смесительные установки - установки для получения SNG из пропан-бутановой смеси